# Gibeon (Wahlkreis)
Der Wahlkreis Gibeon ist ein namibischer Wahlkreis im Westen der Region Hardap. Kreisverwaltungssitz und Namensgeber des Wahlkreises ist der Ort Gibeon (Nama: Khaxa-tsûs).
Er war bis zur Gebietsreform am 9. August 2013 ist 50.513 Quadratkilometer groß. Der Wahlkreis hat 8000 Einwohner (Stand 2023) auf einer Fläche von 10.156 km².
Der Wahlkreis grenzt im Westen an den hier durch den Benguelastrom relativ kühlen Südatlantik und umfasst im Wesentlichen den gesamten nördlichen Teil des Namib-Naukluft-Nationalparks.

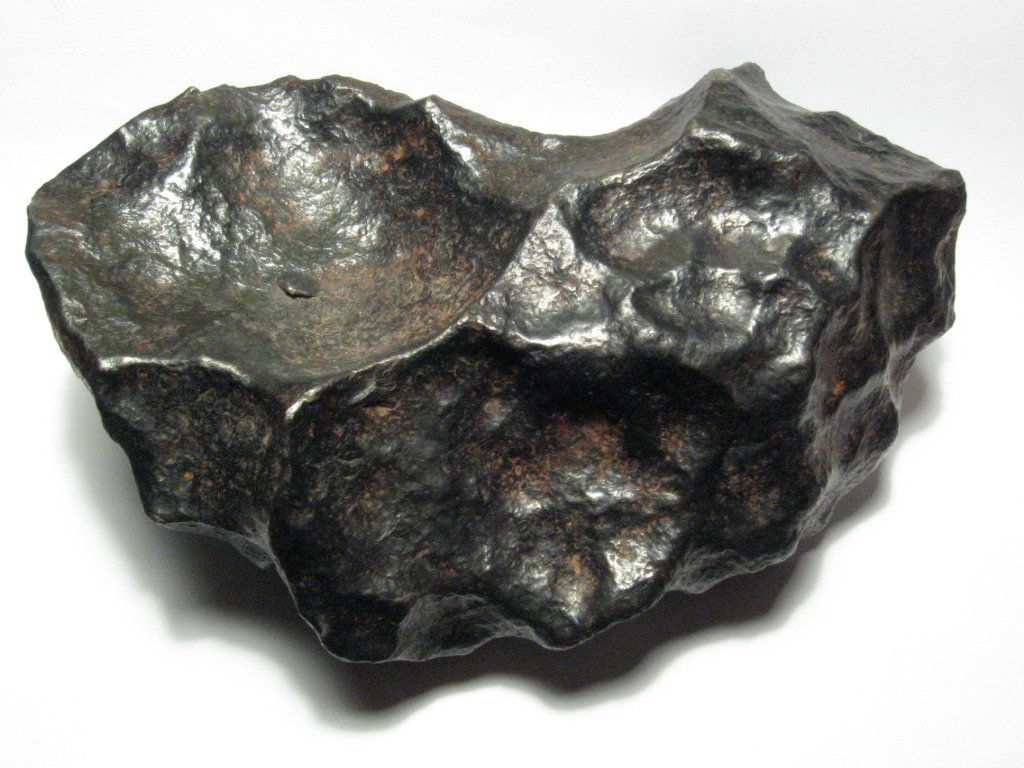
Gibeon-Meteorit, der in dieser Region nieder ging

## Wahlen
| Wahl | Name             | Partei | Stimmenanteil |
| ---- | ---------------- | ------ | ------------- |
| 1992 |                  |        |               |
| 1998 | Karl Kisting     | SWAPO  | 60,1 %        |
| 2004 | Karl Kisting     | SWAPO  | 56,2 %        |
| 2010 | Jermias Van Neel | SWAPO  | 48,6 %        |
| 2015 | Jermias Van Neel | SWAPO  | 79,3 %        |
| 2020 | Paul Isaak       | LPM    | 44,8 %        |